# Nęczyn lepiarkowiec
Nęczyn lepiarkowiec (Sphecodes albilabris) – gatunek błonkówki z rodziny smuklikowatych.

## Zasięg występowania
Europa, gatunek szeroko rozprzestrzeniony. Notowany w Austrii, Belgii, Czechach, Finlandii, we Francji, w Hiszpanii, na Litwie, w Luksemburgu, w Niemczech, Polsce, Rosji (okolice Sankt Petersburga), na Słowacji, w Słowenii, Szwajcarii, na Węgrzech oraz we Włoszech (łącznie z Sardynią i Sycylią).
W Polsce pospolity na terenie całego kraju.

## Budowa ciała
Samica osiąga 11-15 mm długości, zaś samiec 9-14 mm. Owłosienie ciała rzadkie - czarne lub miejscami białe.
Głowa, tułów, czułki i nogi czarne, odwłok czerwony, skrzydła silnie przyciemnione. U samicy ostatni tergit odwłoka czarny; u samca twarz pokryta gęstymi, białymi włoskami.

## Biologia i ekologia
Występuje na otwartych, ciepłych terenach, najchętniej w żwirowniach, na wydmach sródleśnych, łąkach i przydrożach. Samice aktywne od kwietnia do września, zaś samce od lipca do września. Zimuje samica.
Melitofag. Larwy są kleptopasożytami larw innych pszczół. Do końca maja żywicielem jest prawie zawsze lepiarka wiosenna, zaś potem zwykle pszczolinki.